# Partizánska jaskyňa
Partizánska jaskyňa je přírodní památka v katastrálním území Čičmany v okrese Žilina v Žilinském kraji na Slovensku. Území bylo vyhlášeno v roce 1994. Předmětem ochrany je volně přístupná jeskyně.